# Pierrot, Pierrette
Pierrot, Pierrette è un film muto del 1924 diretto da Louis Feuillade.

## Trama
Pierrot e Pierrette, due cantanti di strada, sono fratello e sorella. I due ragazzi vivono felicemente in un carrozzone insieme al nonno, ex direttore di circo. Ma la loro vita viene scombussolata dalle buone intenzioni di una dama di carità, che manda il vecchio nonno in una casa di riposo e intende mandare Pierrot a scuola e Pierrette all'orfanotrofio. Pierrot e Pierrette scappano, ma cadono nelle mani di un venditore ambulante, all'occorrenza anche rapinatore.

## Produzione
Il film fu prodotto dalla Société des Etablissements L. Gaumont

## Distribuzione
Distribuito dalla Société des Etablissements L. Gaumont, uscì nelle sale cinematografiche francesi il 22 luglio 1924. In Portogallo, con il titolo Os Pequenos Vagabundos, uscì il 5 aprile 1926.